# Evangelische Kirche (Nieder-Werbe)

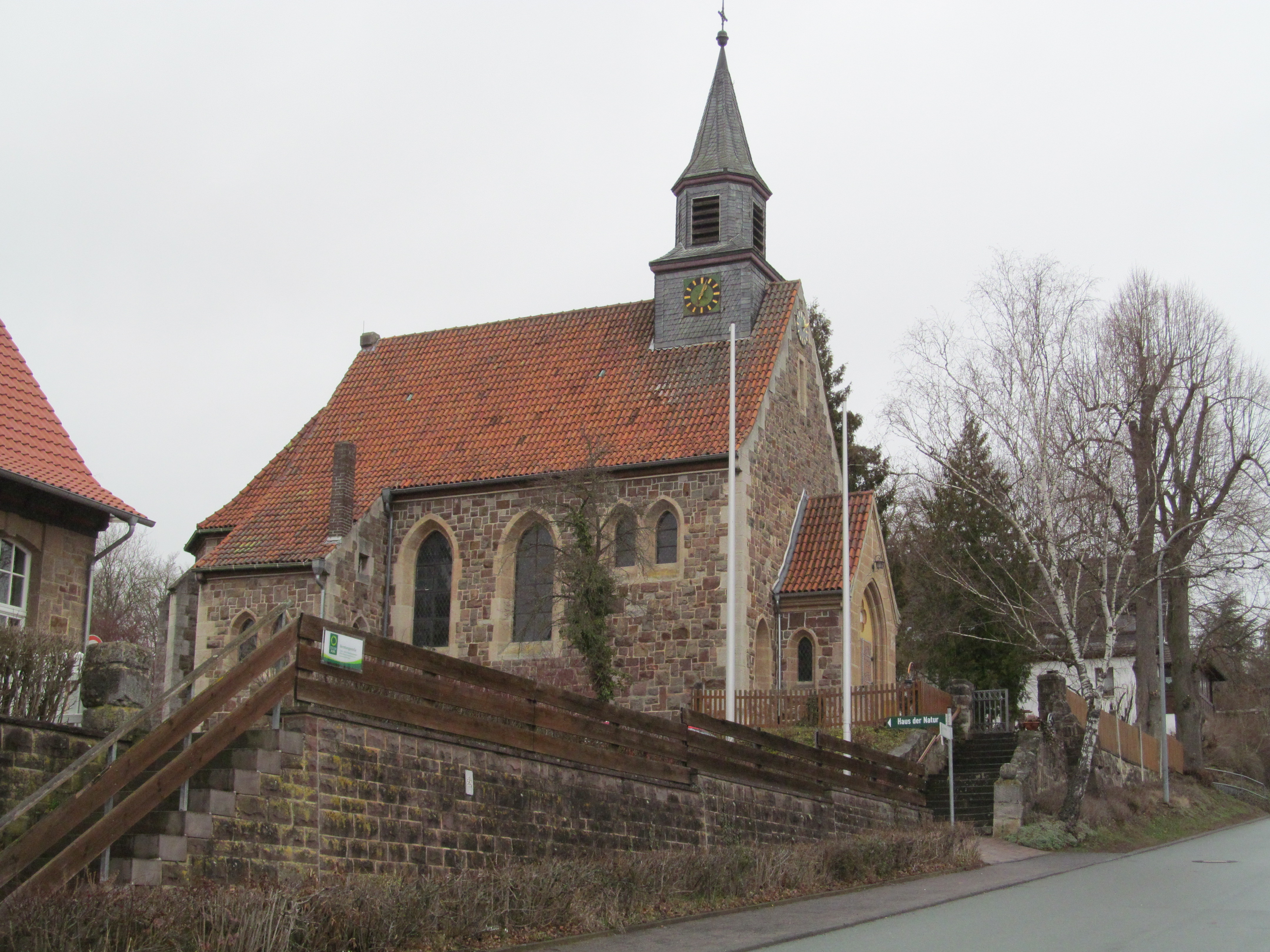
Evangelische Kirche (Nieder-Werbe)

Die evangelische Kirche Nieder-Werbe ist ein denkmalgeschütztes Kirchengebäude, das im Stadtteil Nieder-Werbe der Stadt Waldeck im Landkreis Waldeck-Frankenberg (Hessen) steht. Die Kirche gehört zur Kirchengemeinde Waldeck im Kirchenkreis Eder im Sprengel Marburg der Evangelischen Kirche von Kurhessen-Waldeck.

## Beschreibung
Die neugotische Saalkirche wurde 1913–15 nach einem Entwurf der Regierungsbaumeister Karl Meyer und Friedrich Wilhelm Schick als Ersatz für die bei der Flutung des Edersees abgebrochene Kirche gebaut. Das Kirchenschiff ist mit einem Satteldach bedeckt, aus dem sich im Osten ein quadratischer schiefergedeckter Dachreiter erhebt, der die Turmuhr beherbergt. Darauf sitzt ein achteckiger Aufsatz, hinter dessen Klangarkaden sich der Glockenstuhl befindet. Bekrönt ist der Dachreiter mit einem achtseitigen spitzen Helm. Der eingezogene, dreiseitig abgeschlossene Chor steht im Westen. Die Sakristei ist am Südwestende unter dem Schleppdach des Kirchenschiffs angebaut. 
Der Innenraum des Kirchenschiffs ist mit einer bemalten Flachdecke überspannt, dargestellt werden die vier Evangelisten und Tierkreiszeichen. Der Chor ist mit einem bemalten Kreuzgratgewölbe. Die Fenster im Abschluss des Chors hat Erhardt Jakobus Klonk 1983 gestaltet. Die bauzeitliche Kirchenausstattung hat Anklänge an den Jugendstil. Die Orgel mit sechs Registern, einem Manual und einem Pedal wurde 1869 von Jakob Vogt gebaut.